# Liste der Gedenktafeln im Bezirk Mitte
Diese Seite gibt einen Überblick über Gedenktafeln in dem Berliner Bezirk Mitte.
- Liste der Gedenktafeln in Berlin-Gesundbrunnen
- Liste der Gedenktafeln in Berlin-Hansaviertel
- Liste der Gedenktafeln in Berlin-Mitte
- Liste der Gedenktafeln in Berlin-Moabit
- Liste der Gedenktafeln in Berlin-Tiergarten
- Liste der Gedenktafeln in Berlin-Wedding